# Туризм в Липецкой области
Туризм в Липецкой области — часть туризма в России на территории Липецкой области.
Государственное управление туризмом в области осуществляет Управление культуры и искусства Липецкой области. В области действуют туристско-рекреационные зоны «Елец» и «Задонщина».

## История развития туризма в Липецкой области
В Липецкой области можно выделить три рекреационных района: в восточной и юго-восточной части области находится Липецкий рекреационный район, включающий в себя Добровский, Липецкий, Грязинский, Усманский, Добринский районы; на севере области находится Лебедянский рекреационный район, включающий в себя Лебедянский, Данковский, Чаплыгинский и Лев-Толстовский районы; на западе и юго-западе области находится Елецкий рекреационный район, включающий в себя Становлянский, Воловский, Задонский, Хлевенский, Долгоруковский, Измалковский, Краснинский, Елецкий, Тербунский районы.
В 2011 году постановлением Правительства Российской Федерации от 2 августа 2011 г. № 644 была утверждена федеральная целевая программа «Развитие внутреннего и въездного туризма в Российской Федерации (2011—2018 гг.)», согласно которой в Липецкой области было сформировано два туристических кластера: автотуристский кластер «Задонщина» и туристско-рекреационный кластер «Елец».
С 2013 года в городе Чаплыгин Чаплыгинского района начал развиваться автотуристский кластер «Ораниенбург».
С 2015 года формируются два новых туристско-рекреационных кластера: в Данковском районе — «Шуховский» в Добровском районе — «Добрый».
По состоянию на 2017 год для имелось более 60 туристических маршрутов по Липецкой области.
- Фестиваль военно-исторической реконструкции «Русборг»
- Памятник природы «Донские беседы»
- Липецкий курорт
- Задонский Рождество-Богородицкий монастырь

## Виды туризма в Липецкой области

### Событийный туризм
C 2005 года в Липецкой области проводится крупнейший ежегодный международный молодёжный фестиваль военно-исторической реконструкции на постсоветском пространстве «Русборг», посвящённый раннему средневековью периода IX—XI веков (т. н. «эпоха викингов») и второй по величине фестиваль военно-исторической реконструкции по эпохе викингов в Европе. В 2012 году фестиваль «Русборг» победил в номинации «Лучший проект исторической направленности» на первой национальной премии в области событийного туризма «Russian Event Awards». В 2013 году количество участников фестиваля «Русборг» составило 900 человек, зрителей — около 9000.
В 2015 году два мероприятия Липецкой области стали лауреатами национальной премии «Russian Event Awards», которая является отраслевой наградой и присуждается по итогам открытого конкурса проектов за достижения в области развития индустрии событийного туризма. Победителем в номинации «Событие в области популяризации событийного туризма» стал Межрегиональный туристский событийный фестиваль «Антоновские яблоки», а победителем в номинации «Туристическое событие в области гастрономического туризма» стал межрегиональный гастрономический фестиваль «Раненбургское застолье» в городе Чаплыгин.
Также в развитии туристского потенциала области можно отметить межрегиональный туристский фестиваль «Русская закваска» в городе Елец, ежегодный межрегиональный фестиваль православной культуры «Святые родники» в Задонском районе, международные фестивали исторической реконструкции «Стрелец», «Ладейное поле».

### Паломнический туризм
Город Задонск является важным центром паломнического туризма. Паломники называют Задонский район «Русским Иерусалимом». В районе действуют четыре монастыря и десятки храмов в которые ежегодно съезжаются тысячи туристов и паломников России и зарубежья. Задонский Рождество-Богородицкий монастырь связан с именем святителя Тихона Задонского. В 1861 году во время причисления Тихона Задонского к лику святых и обретения его мощей собралось 300 тысяч паломников. В настоящее время в Задонский Богородицкий монастырь в престольный праздник и на крестный ход приезжают более 3000 паломников. При монастыре действует ряд бесплатных паломнических гостиниц.

### Лечебно-оздоровительный туризм
В начале XIX века, липецкий доктор Вандера обратил внимание липецкие воды. 25 апреля (8 мая) 1805 года Александр I подписал Указ о создании курорта «Липецкие минеральные воды». Была учреждена особая дирекция для управления курортом. На берегу Петровского пруда начато строительство первых зданий курорта. Построены минеральные ванны (1805), госпиталь (1806). бюветы (1808, 1824), гостиница (1867). В 1925 году Липецкий курорт лишают общегосударственного значения и соответствующего финансирования. В 1950-х годах, когда Липецк стал областным центром, курорт решили восстанавливать. В 1961 году был построен первый бювет у входа в Нижний парк, позднее — ещё один в комплексе со столовой и спальным корпусом. В 1966 году возвели 2-этажный лечебный корпус с лабораторией, водогрязелечебницей, поликлиникой; возводятся 5-этажный, а затем и 7-этажный спальные корпуса, столовая на 600 мест, клуб с залами на 100 и 600 мест. В 1971 году заработал 5-этажный спальный корпус на 200 мест (на улице Салтыкова-Щедрина). 20 мая 1974 года открыли 8-этажный корпус санатория «Липецк» на 500 мест. 5 августа 1976 года вступил в строй клуб на 600 человек. В 1978 году вводят в строй столовую на 1000 мест. В 1982 году — поликлинику на площади Карла Маркса (ныне Петра Великого); она рассчитана на 4,5 тыс. человек в день. Поликлиника включила в себя 8-этажный поликлинический корпус, 2-этажную грязелечебницу на 30 человек, 3-этажную водолечебницу и корпус с бассейном минеральной воды. В 1982 году построены три корпуса бальнеогрязелечебницы и 8-этажная поликлиника.
В 1991 году в профсоюзных здравницах Липецкого курорта пролечилось около 37 тысяч человек. В настоящее время медицинским профилем санатория «Липецк» стали болезни костно-мышечной системы, заболевания сердца и сосудов, нервной системы, органов пищеварения, опорно-двигательного аппарата, гинекологические заболевания, расстройства питания и обмена веществ. Основные процедуры санатория: грязелечение (используется местная торфяная лечебная грязь — грязевые аппликации, электрогрязелечение), различные виды массажей, сухие углекислые ванны, физиотерапия, ингаляции, фитококтейли, водолечение : ванны (минеральные, жемчужные, йод-бромные, углекислые); бассейн; души: циркулярный, восходящий, Шарко, ПДМ. Для назначения индивидуального лечения в распоряжении врача имеются необходимые диагностические кабинеты: клиническая, биохимическая и бактериологическая лаборатории, кабинет функциональной диагностики, ультразвукового исследования, кабинет рентгена, эндоскопический кабинет, а также узкие специалисты-консультанты, такие как кардиолог, проктолог, уролог хирург, окулист, лор-врач. В лечебной программе особое место занимает индивидуальная и групповая лечебная физкультура, которая проводится в спортзалах, оснащенных разнообразными тренажерами и спортивными снарядами. При необходимости можно пройти курс психокоррекции у квалифицированного врача психотерапевта. Неотъемлемой частью комплекса санаторно-курортного лечения является диетическое питание.

### Экологический туризм
Природные рекреационные ресурсы Липецкой области большей частью находятся в Елецком, Задонском, Краснинском, Липецком, Хлевенском, Чаплыгинском районах.

### Культурно-познавательный туризм
Культурно-исторические объекты, которые посещаются туристами большей частью сконцентрированы в городах Елец, Липецк, а также в Грязинском, Данковском, Добровском, Долгоруковском, Елецком, Задонском, Лебедянском, Липецком, Становлянском, Усманском, Чаплыгинском районах.
В Задонском районе сохранилось большое количество дворянских усадеб известных исторических личностей России, из которых наиболее известны усадьбы Муравьева-Карского в Скорняково и усадьба Кожиных в Репце.
- Озеро Осиновое в зоологическом заказнике «Яманский»
- Фестиваль «Антоновские яблоки»
- Семейный парк развлечений «Кудыкина гора»
- Александровский бал проходит в рамках фестиваля этнокультуры «Липецкое городище»